# Phú Mỹ Hưng (xã)
Phú Mỹ Hưng là một xã thuộc huyện Củ Chi, Thành phố Hồ Chí Minh, Việt Nam.
Xã Phú Mỹ Hưng có diện tích 24,45 km², dân số năm 2021 là 8.199 người,  mật độ dân số đạt 335 người/km².

## Di tích lịch sử
Xã Phú Mỹ Hưng là nơi tọa lạc địa đạo Củ Chi và đền Bến Dược. Đây cũng là xã đã xây dựng trường bắn Củ Chi, đáp ứng nhu cầu luyện tập của các đơn vị bộ đội, dân quân tự vệ cho sát với thực tế huấn luyện và kết hợp tạo thành địa điểm tham quan giáo dục truyền thống.